# Economia da Paraíba

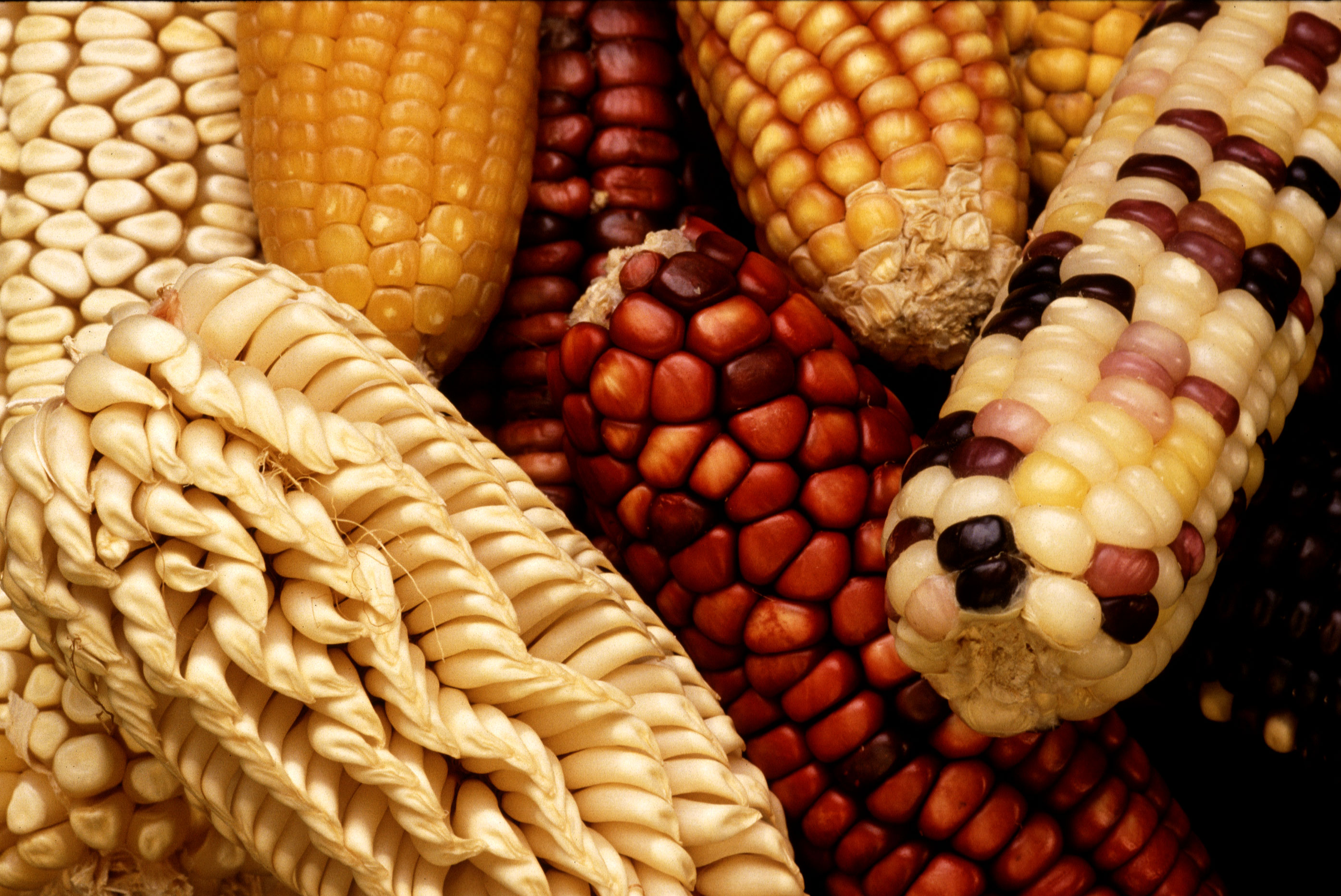
Agricultura: Milho, fator economico.

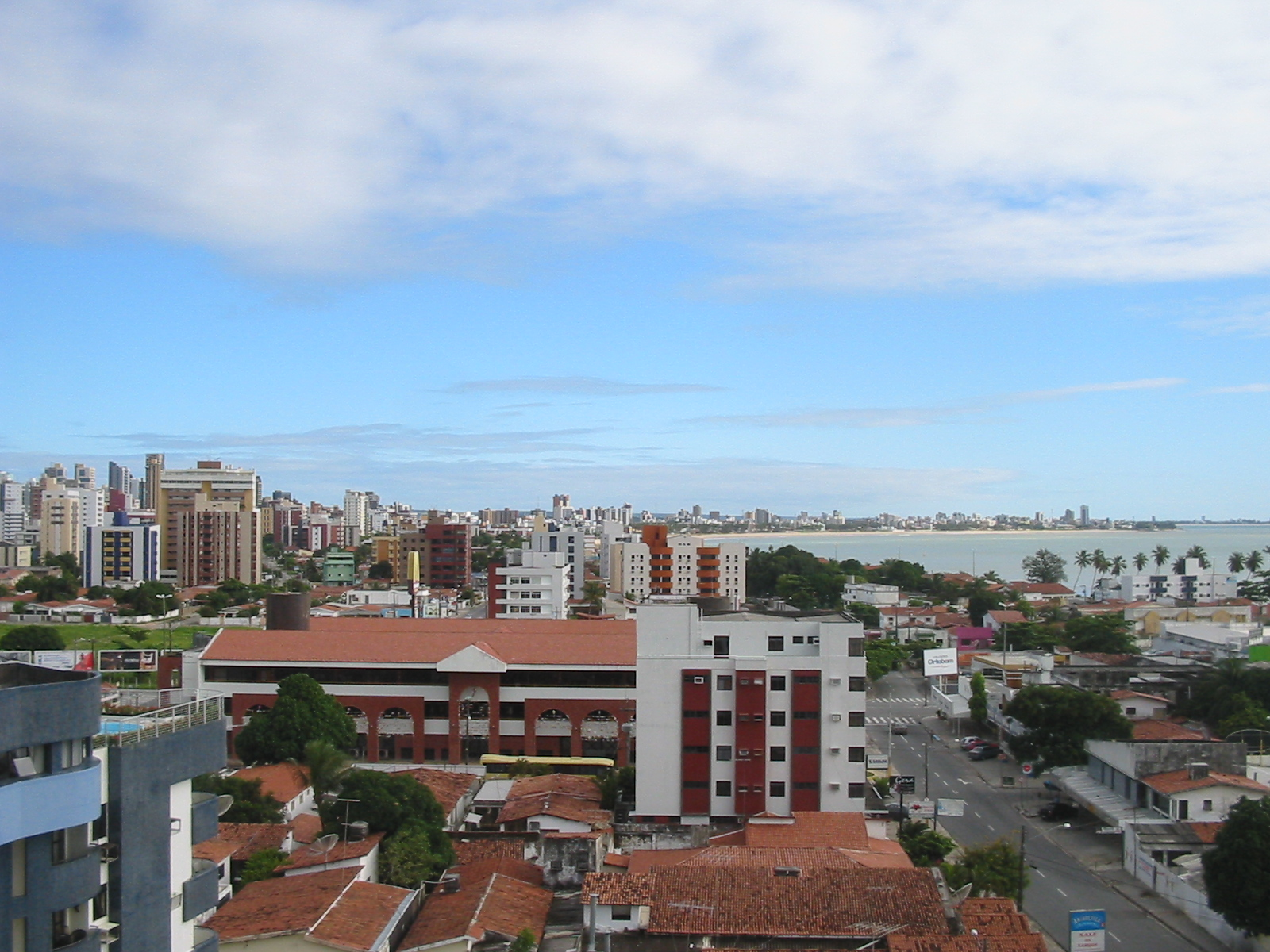
Turismo: Praias urbanas de Tambaú e Manaira.

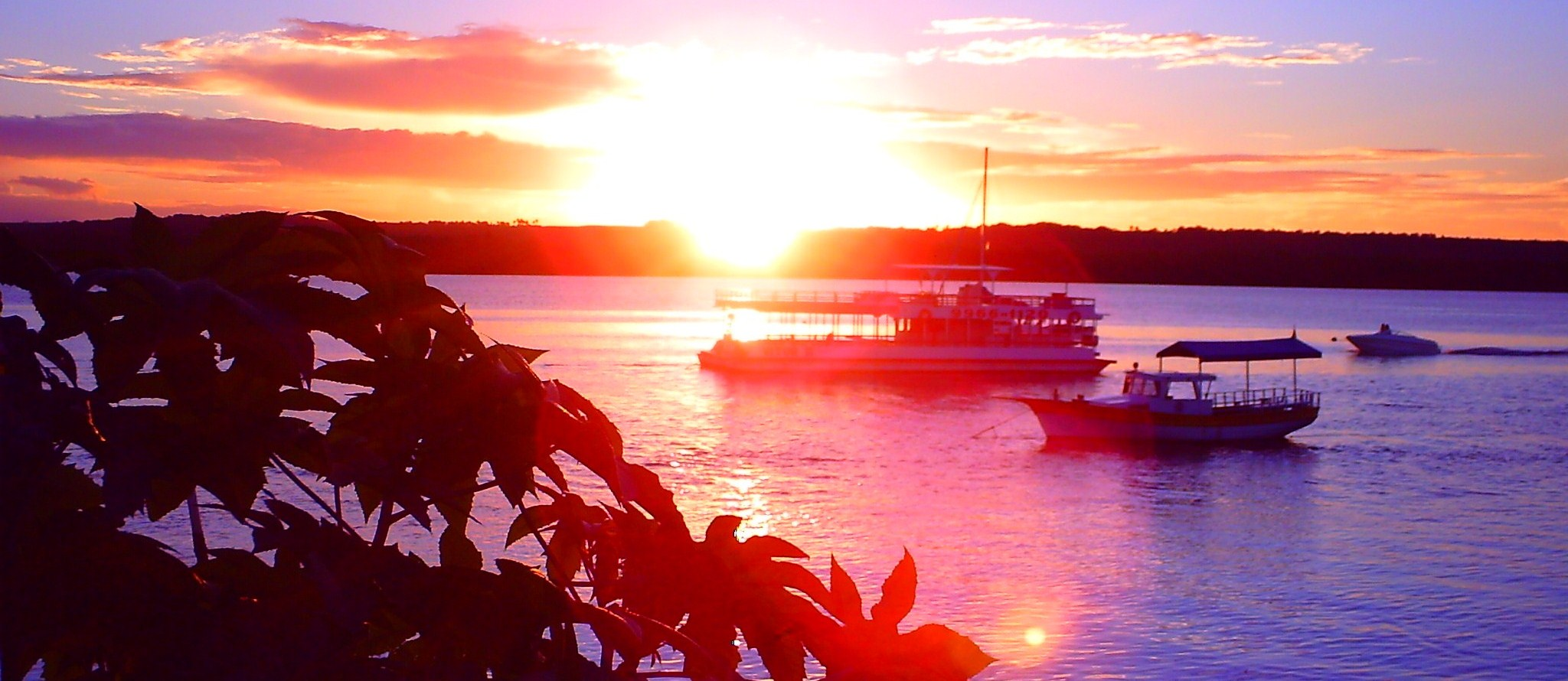
Praia do Jacaré, importante ponto turístico na capital paraibana

A economia da Paraíba baseia-se principalmente no setor de Comércio e Serviços, sendo a sua Indústria a quarta principal do Nordeste ficando atrás da Bahia, Pernambuco e Ceará. Sua agricultura baseia-se na cana-de-açúcar, abacaxi, fumo, graviola, juta, umbu, caju, manga, acerola, mangaba, tamarindo, mandioca, milho, sorgo, urucum, pimenta-do-reino, arroz e feijão as que recebem mais destaque, devido ao volume de produção, trabalho e divisas resultantes gerados.
O Setor agrícola da Paraíba somou um montante de 1,2 bilhão de reais.
Também baseia-se nas indústrias alimentícia, têxtil, de couro, de calçados, metalúrgica, sucroalcooleira. Sua Indústria ficou em 2010 como sendo a quarta mais expressiva do nordeste, segundo o censo do IBGE. Seu valor de produção chegou a 6,4 bilhões de reais, o que representou 22,5% do PIB.
Porém o setor que mereceu mais atenção foi o de Serviço e Comércio que somou 20,9 bilhões e uma participação de 73,2% no PIB.
Na pecuária, o destaque e a caprinocultura, na região do Microrregião do Cariri Oriental, que também destaca-se no turismo.

## PIB
Segundo o IBGE, em 2020 o PIB da Paraíba alcançou 70,292 bilhões de reais.
Os cinco principais municípios (João Pessoa, Campina Grande, Cabedelo, Santa Rita e Alhandra) somam juntos R$ 38,3 bilhões, ou seja 54,6% do PIB produzido no Estado.
Os cinco maiores crescimentos nominais no período 2020/2019 foram observadas nos municípios de Coremas (38,0%), Condado (36,6%), Malta (36,0%), Santa Luzia (31,0) e Caaporã (30,5%), motivados pela construção de parques de energia solar, eólica e indústria de cimento (em Caaporã).
A Paraíba esta dividida em 14 Regiões Administrativas sendo que as mais importantes são João Pessoa, Campina Grande, Guarabira, Patos e Itabaiana. Juntas somam 75% do PIB estadual. Confira abaixo o valor e a representação das 5 maiores Regiões Geo administrativas:
- João Pessoa - 15,7 Bilhões - 42,9%
- Campina Grande - 6,6 Bilhões - 20,7%
- Guarabira - 1,5 Bilhões - 4,7%
- Patos - 1,2 Bilhões - 3,8%
- Itabaiana - 0,9 Bilhões - 2,9%

### PIB per capita
O IBGE revela ainda que Cabedelo possui a maior renda per capita da Paraíba, que foi de  R$ 42.484,00 em 2010. Caaporã no litoral sul teve o segundo maior PIB per capita municipal, com R$ 16.390,00. As outras três cidades seguintes com maiores médias de renda no estado são: Conde com média de R$ 14.884,00 Boa Vista com renda de R$ 14.442,00 e João Pessoa R$ 13.553,00.
As maiores economias da Paraíba (valores em R$ 1.000,00):
| Posição | Cidade         | PIB 2010  |
| ------- | -------------- | --------- |
| 1.      | João Pessoa    | 9.805.587 |
| 2.      | Campina Grande | 4.336.824 |
| 3.      | Cabedelo       | 2.460.910 |
| 4.      | Santa Rita     | 1.246.777 |
| 5.      | Patos          | 698.617   |

## Turismo
A Paraíba oferece aos seus visitantes uma infinidade de roteiros, que vão desde as praias do litoral, passando pelas cidades históricas e pelos canaviais e chegando ao Sertão.
O seu litoral conta com a Ponta do Seixas, local onde o Sol nasce primeiro, conta também com falésias, dunas, estuários, restingas, como a Restinga de Cabedelo, manguezais, áreas protegidas de Mata Atlântica e belíssimas praias. No interior destacam-se as inscrições rupestres em Ingá, os Vale dos Dinossauros em Sousa, Pedra da Boca em Araruna e[antigos engenhos de cana-de-açúcar, além de eventos como o Maior São João do Mundo, em Campina Grande, o Trem Forroviário em Galante, Circuito do Frio de Matureia em Matureia e o Parque Religioso Cruz da Menina, em Patos.

### Turismo de negócios

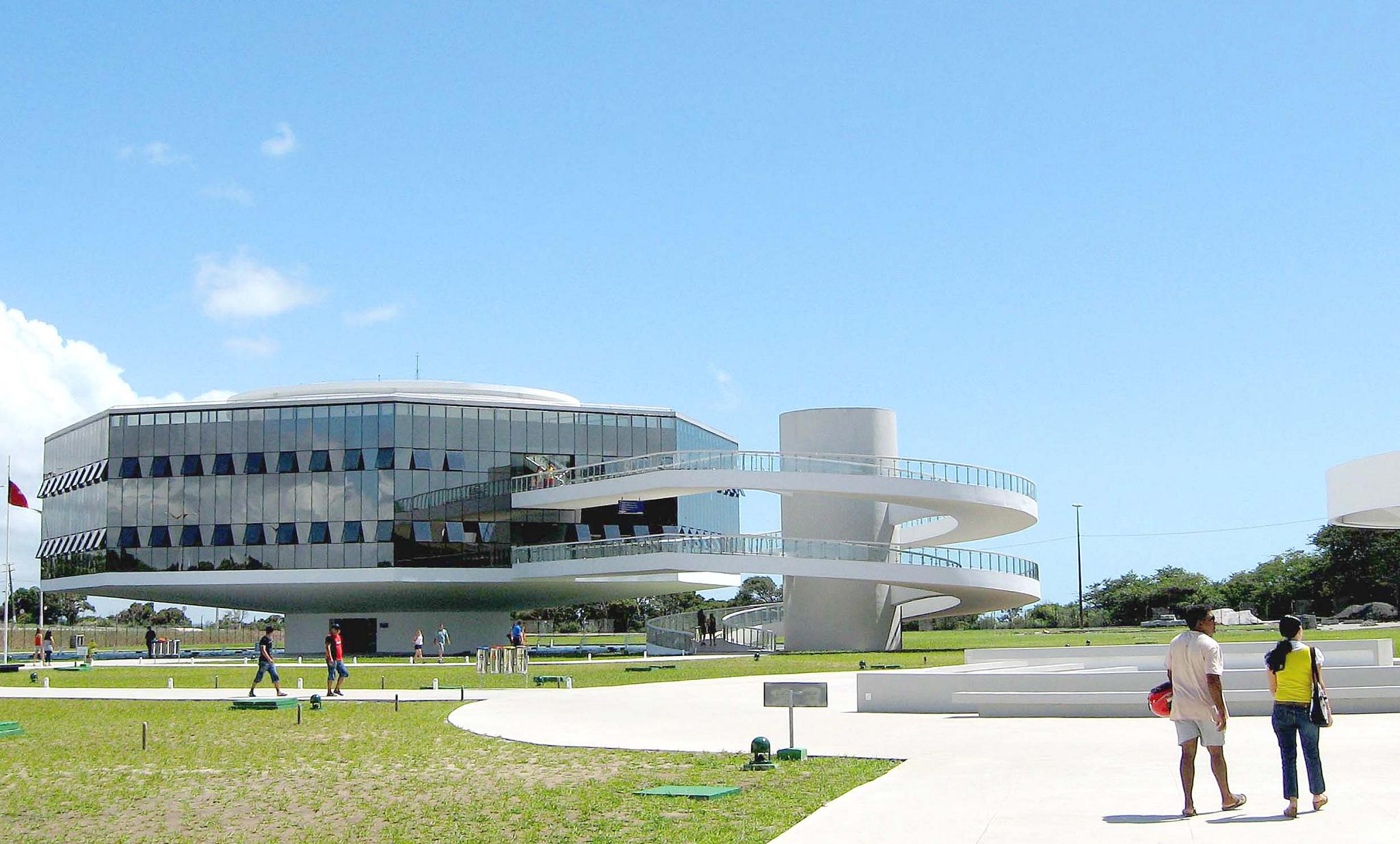
Estação Ciência, Cultura e Artes, no Polo Turístico Cabo Branco

Os dois mais importantes municípios da Paraíba, João Pessoa e Campina Grande também são os principais pólos captadores de eventos do estado, trabalhando de forma permanente o segmento do turismo de negócios com a realização de congressos, seminários, feiras, exposições e reuniões as mais diversas.
A maioria dos eventos na capital, ocorrem no Espaço Cultural José Lins do Rego. E já está em andamento as obras de um moderno Centro de Convenções na área conhecida como Polo Turístico Cabo Branco. Já em Campina Grande, o local escolhido para a maioria dos eventos é o Centro de Convenções Raymundo Asfora, com avançados equipamentos, localizado no Garden Hotel. Os dois municípios contam ainda com uma grande rede de hotéis com espaços adequados para a realização de eventos, no restante do estado, o turismo de evento não aparece tanto quanto estas cidades, salvo em algumas ocasiões.

## Agropecuária
O setor da Agropecuária no estado da Paraíba gerou um Valor Adicionado Bruto (VAB) de R$ 2,823 bilhões em 2020.
A década de 90 foi marcada por fatores que afetaram negativamente a produção das lavouras e rebanhos, como a persistência da crise nas atividades canavieira, algodoeira, sisaleira e pecuária. Porém, ocorreu também o surgimento de fatores positivos como: a) o avanço da área cultivada com abacaxi; b) a ampliação da produção de produtos da policultura básica; c) a tentativa de resgate da cultura do algodão através do estímulo à produção do algodão herbáceo com ênfase para o “algodão colorido” e; d) o incentivo a expansão da caprinocultura.
A cana-de-açúcar é um dos principais produtos agrícolas, movimentando cerca de 1,1 bilhões de reais, associada principalmente à produção de açúcar e etanol, mais localizada na região do Litoral principalmente em Pedras de Fogo e Santa Rita, assim como a produção de cachaça na região do Brejo, tornando a paraíba o terceiro maior produtor de cana-de-açúcar do Nordeste. Destaca-se também a produção de abacaxi, totalizando 470 milhões de reais, sendo o segundo maior produtor nacional, banana (em Alagoa Nova), algodão, mandioca e coco.
A produção de banana está concentrada nas microrregiões do Brejo Paraibano e de Sousa. A expansão recente no Brejo Paraibano deu‐se como uma estratégia de substituição da lavoura canavieira que até a década de 1980 dominava aquele espaço agrário. No caso da microrregião de Sousa o crescimento se deu nas áreas irrigadas, particularmente no Perímetro Irrigado de São Gonçalo e no Projeto Várzeas de Sousa. No caso do coco da baía, tradicionalmente, essa lavoura se desenvolvia na região litorânea. Atualmente, essa cultura tem se expandido no Projeto Várzea de Sousa. Essa última área é a responsável pelo crescimento recente da cultura na Paraíba.  
Entre os principais produtos de origem animal estão mel de abelha 357,5 toneladas; leite 291,2 milhões de litros; ovos de galinha 59 milhões de dúzias de camarão. A produção de peixes alcançou a quantidade de quatro mil toneladas. Em comparação com 2013, quando foram registradas 864 toneladas, o IBGE constatou alta de 362%. 
A Paraíba tem o quinto maior rebanho de caprino do país. Os maiores rebanhos são os dos seguintes estados: Bahia 3,7 milhões de cabeças), Pernambuco (3,2 milhões), Piauí (1,9 milhão) e Ceará (1,1 milhão) e a Paraíba (796 mil). No estado, os municípios com os maiores rebanhos, em 2022, foram: Monteiro, com 36,9 mil cabeças; São João do Tigre (27,9 mil); Sumé (27,4 mil); Serra Branca (26,4 mil) e São Sebastião do Umbuzeiro (25 mil). O rebanho de galináceos totaliza 12,6 milhões de cabeças e o de bovinos, 1,3 milhão.
Os principais municípios produtores de camarão na Paraíba são: João Pessoa, responsável pelo quantitativo de 1,6 mil toneladas; Santa Rita, com 900 toneladas; Mogeiro (600 toneladas); e São Miguel de Taipu e Salgado de São Félix, com 500 toneladas, cada.
A apicultura vem se destacando em especial no Sertão e no Agreste Paraibano, com destaque para as cidades de Catolé do Rocha, Triunfo e Salgado de São Félix que juntas produziram mais de 100 toneladas de mel em 2021.
Outros municípios se destacam, como Bananeiras na criação de Tilapia. A Apicultura em especial no Sertão e no Agreste Paraibano, com destaque para as cidades de Catolé do Rocha, Triunfo e Salgado de São Félix que juntas produziram mais de 100 toneladas de mel em 2021.

## Indústria
O setor da Indústria no estado da Paraíba gerou um Valor Adicionado Bruto (VAB) de R$ 10,0 bilhões em 2020. Os quatro municípios paraibanos que alcançaram em 2020 os maiores valores: João Pessoa (33,6%), Campina Grande (20,5%), Santa Rita (6,4%) e Cabedelo (5,1%). O destaque foi para o município de Patos (2,4%), que no ano anterior estava na sétima posição passou para a quinta posição em 2020. Juntos os respectivos municípios representaram um percentual de 68,1% no VAB do Setor. 
Segundo dados levantados pelo Observatório da Indústria/FIEP, a Paraíba possui um parque industrial com 6.891 indústrias, sendo que 50% delas são de Transformação, 45,5% da Construção Civil, 2,3% de Serviços e 1,7% Extrativa. Nesta conjuntura, Campina Grandedesponta como uma cidade industrializada, reunindo 1.524 indústrias, o que representa aproximadamente 22% do total de indústrias da Paraíba, ficando atrás apenas da capital João Pessoa, que possui 2.400 empresas industriais, superando municípios como Cabedelo, que têm 305 indústrias; Patos, com 302 e Sousa, com 203.
Além de polo calçadista, a Paraíba é atualmente um consolidado polo mineral, com posição de destaque no país, proporcionado pelo avanço da sua planta cimenteira. O presidente destaca que a bentonita, um dos principais recursos minerais lavrados na Paraíba, também é expoente no setor. Além disso, ele lembra que a construção civil tem impulsionado sobremaneira a geração de emprego e renda, bem como os segmentos de alimentos e bebidas, têxtil e confecção, metalmecânica e o de madeira e mobiliário. Um exemplo é o forte crescimento do município de Alhandra, motivado pela instalação de fábricas como a Cimentos Elizabeth e Vexa.
O resultado está associado à implantação das empresas de energias renováveis na Paraíba. “São equipamentos adquiridos para que as usinas de energia solar e eólica funcionem. No ano passado, empresas de seis segmentos, que são alimentos, calçados, minerais não-metálicos, fabricação de plástico e borracha, combustíveis e maquinário foram responsáveis por 90% do incremento do faturamento da indústria, que corresponde ao valor de R$ 5,4 bilhões. Mas apenas o setor de energias renováveis concentrou 34% desse montante”.

## Empregos
A Paraíba superou Ceará, Rio Grande do Norte, Pernambuco e Alagoas na geração de empregos formais, os setores de indústria, serviços, comércio e construção foram os que mais teve crescimento no estado.